# Westbrook (Minnesota)
Westbrook é uma cidade localizada no estado americano de Minnesota, no Condado de Cottonwood.

## Demografia
Segundo o censo americano de 2000, a sua população era de 755 habitantes.
Em 2006, foi estimada uma população de 748, um decréscimo de 7 (-0.9%).

## Geografia
De acordo com o United States Census Bureau tem uma área de
2,0 km², dos quais 2,0 km² cobertos por terra e 0,0 km² cobertos por água. Westbrook localiza-se a aproximadamente 435 m acima do nível do mar.

## Localidades na vizinhança
O diagrama seguinte representa as localidades num raio de 20 km ao redor de Westbrook.